# Château de Pannard
Pour les articles homonymes, voir Pannard.
Ne doit pas être confondu avec Château de Pennard.
 (mars 2015).
Le château de Pannard ou château de Panard (Le Bas et le Haut-Panard) à Ernée en Mayenne est un château situé à 1 000 m au nord de la ville.
.

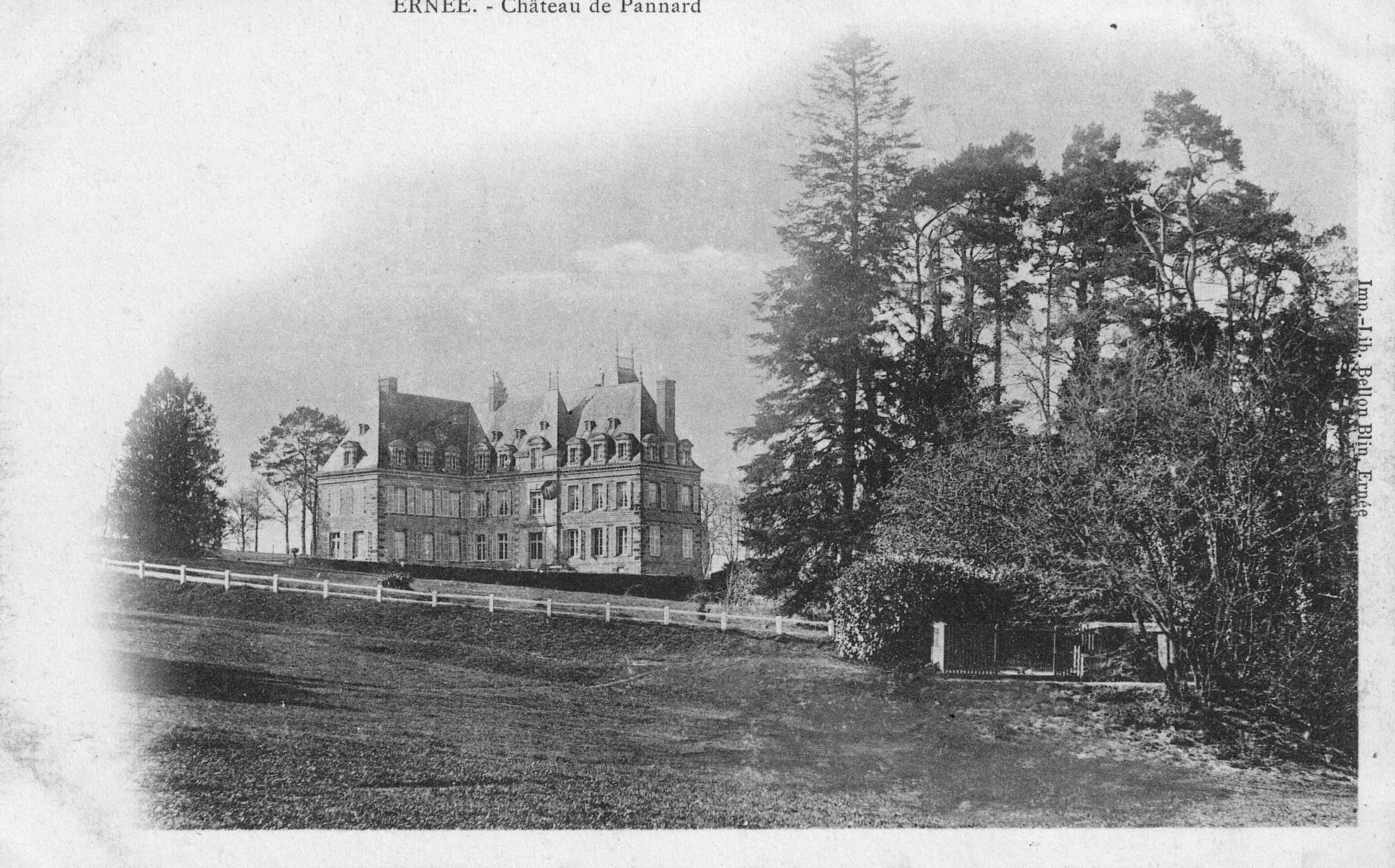
Château de Pannard au début du XXe siècle

Ethymologie : probable origine celtique de « penn », tete et « ard », ardente : tête ardente. Toutefois, certains trouvent l'autre origine, provenant d'un nom de lieu avec l'herbe longue et fine. 
Il existe deux quasi homonymes au pays de Galles : 
- Pennard Castle : le château de Pennard est un château en ruine situé près de la ville moderne de Pennard, sur la péninsule de Gower, dans le sud du pays de Galles. Le château a été construit au début du XIIe siècle.
- La ville de Penarth : station balnéaire de 25 000 habitants située à l'extrémité sud de la baie de Cardiff. Penarth est la deuxième plus grande ville du Vale of Glamorgan.

Ainsi que la marque automobile Panhard qui a la même étymologie
Désignation
- P. de Penardo, 1120 circa[1] ;
- G. de Penard, 1160[2] ;
- Decima de Pennardo, 1209[3] ;
- Pannart, 1578[4] ;
- Pennard, 1611[5] ;
- Pennart, 1686[6] ;
- Panard, château[7] ;
- Panard, village, bois[8].

## Histoire
Une hache néolithique a été trouvée à Pannard, témoignant la présence humaine dans la zone dans la préhistoire. Le domaine et fief du Grand et Petit Pannard relevait de Charné-Bazeille, 1669. Le château, bâti au-dessus de la vallée boisée de l'Ernée, composé d'un corps principal et d'une aile en retour, est d'après l'abbé Angot, d'aspect un peu lourd, et a été modernisé. Les servitudes ont des pilastres en blocs cyclopéens.
Le château actuel prend ses racines auprès d'une maison forte située à son emplacement actuel depuis le XII siècle. Elle a été reconstruite à de nombreuses reprises, et le château actuel conserve ses traces. L'aile ouest possède quelques ouvertures typiques du XIII siècle ainsi que les restes de la fondation de la tour de défense démolie en 1802. 
La façade actuelle date de 1840 et a été réalisée par l'architecte parisien Lorlotte, architecte de nombreux châteaux de la région, par exemple le château de Clivoy à Chailland. 
La galerie possédait au début du XXe siècle, outre les portraits de la famille des Nos, un Ecce Homo attribué à Guido Reni, les portraits de Louis XVIII en pied, du duc de Penthièvre et de Stanislas Leszczyński, roi de Pologne et duc de Lorraine, ayant des relations familiales avec la famille possédant le château.
Dans une des chapelles de l'église de Charné avait été fondée une chapellenie de deux messes qui fut transférée à l'autel Saint-Jean de la nouvelle église d'Ernée en 1701 et dotée de la tierceraye des dîmes de Panard, acquise de l'abbaye de Fontaine-Daniel pour 150 écus par Jean Le Cornu et Marie de Mégaudais en 1576.

## Les seigneurs de Pannard
Les cartulaires de Savigny et de Marmoutier dont connaître :

### Famille de Pannard

Armes des Pannard déclarées au XVIIe siècle : d'argent à 2 bandes de gueules

- Pichot, Hugues et Gaultier de Panard, 1124 ;
- Guérin de Pannard, 1160. Henri de Fichers, donne quelques dîmees à Fontaine-Daniel, avant 1209 ;
- Nicolas de Chauvigné, époux de Marie de Panard, vers 1460 ;
- Ambroise de Mégaudais, du chef de sa femme Catherine de Chauvigné, veuve de Guillaume de Froullay, 1511, 1527 ;
- Jean de Mégaudais, époux de Marie Nepveu, 1534, 1569 ;
- Jean Le Cornu, sieur du Parc, époux de Marie de Mégaudais, demeure au manoir, d'où : Jacquine, mariée en 1612 à Louis de Palluel, de Sainte-Gemmes près Avranches. Guillaume de Mégaudais, beau-frère de Jean Le Cornu et curé d'Ernée, demeurait aussi à Pannard, 1591. Marie de Mégaudais convola en 1602 avec René des Nos, d'où : René, 1603 ; Urbain, 1611 ; René, 1612 baptisés à Ernée ;

### Famille des Nos

Armes des Nos : D'argent au lion de sable couronné, armé et lampassé de gueules

- Jean-Baptiste des Nos, mari de Gilonne Legeay, d'où : Charles des Nos, époux de Marie-Renée de Malescot, remariée en 1693 à Jacques de la Meignannerie, seigneur des Vaux, après avoir fait abandon à ses fils Charles et Philippe, 1683 ;
- Charles des Nos, époux : # de Marie Le Clerc des Gaudesches, d'où : Charles-René, Marie et Charlotte qui furent Ursulines à Rennes ; # en 1720, de Rose de la Corbière ;
- Charles-René des Nos, veuf en 1750 de Marie-Renée du Prat, avec trois enfants mineurs ;
- Charles-Louis des Nos, militaire d'où Nicolas-Charles des Nos, qui eut d'Eugénie Le Bouteiller : Anatole-Charles des Nos, comte des Nos, né en 1815, et marié en 1843 à Antoinette-Jeanne-Laurence de Thellusson.

## Source
« Château de Pannard », dans Alphonse-Victor Angot et Ferdinand Gaugain, Dictionnaire historique, topographique et biographique de la Mayenne, Laval, A. Goupil, 1900-1910 [détail des éditions] (BNF 34106789, présentation en ligne), t. III, p. 215